# Cmentarz Komunalny w Cybince
Cmentarz Komunalny w Cybince – jeden z cmentarzy na terenie miasta Cybinka, w gminie Cybinka, w powiecie słubickim, w województwie lubuskim (poza nim istnieją też 2 cmentarze żołnierzy radzieckich - przy ul. Lwowskiej i ul. Białkowskiej).
Jego historia sięga jeszcze czasów przedwojennych, kiedy to Cybinka jako wieś Ziebingen należała administracyjnie do państwa niemieckiego. Wówczas na cmentarzu chowano Niemców z tutejszej ewangelickiej parafii. Obecnie spoczywają na nim głównie zmarli repatrianci z południowych Kresów Wschodnich, osiedleni tu po 1945, oraz członkowie ich rodzin.
Cmentarz administrowany jest przez Zakład Usług Komunalnych przy ul. Słubickiej 44 w Cybince, co reguluje 15-punktowy regulamin porządkowy cmentarza. Prowadzą do niego 2 wejścia (główne od południa i boczne od wschodu), a na jego terenie znajdują się także ołtarz, kaplica oraz budynek gospodarczy.
Wskutek przeprowadzonej inwentaryzacji teren nekropolii podzielony został na sektory, rzędy i numery, dzięki czemu łatwiejszym jest szukanie mogił pochowanych tu osób. Groby dziecięce znajdują się głównie w sektorze C2.